# Трискладові стопи
Трискладові стопи — стопи, в яких кожен третій склад наголошений.
1. Дактиль — трискладова стопа з наголосом на першому складі.
2. Амфібрахій — трискладова стопа з наголосом на другому складі.
3. Анапест — трискладова стопа з наголосом на третьому складі.
4. Бакхій — службова трискладова стопа з трьома ненаголошеними складами.

Зразок античного трискладового анапеста, чи анапестичного триметра:
```
˘
 
˘
 
¯
 
|
 
˘
 
˘
 
¯
 
 
|
 
 
˘
 
˘
 
¯
Venit | optima | Calliope
```

Стопи у кінці рядків можуть бути повними і неповними. Якщо у неповній стопі є лише ненаголошений склад, то вона рахується при визначенні розміру.